# フレデリック・フリート

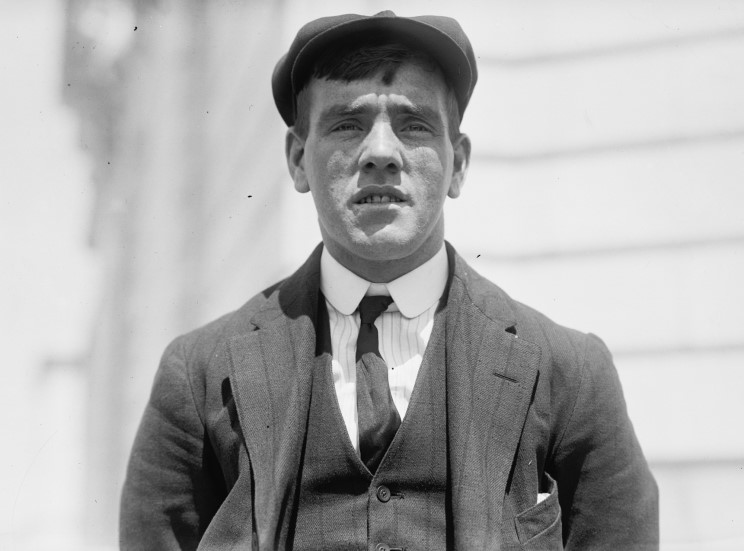
1912年のフレデリック・フリート

フレデリック・フリート（英語: Frederick Fleet、1887年10月15日 - 1965年1月10日）は、イギリスの船員。1912年4月14日に客船タイタニック号が氷山に衝突した際に見張り台に立っており、ブリッジに電話で「真正面に氷山（Iceberg right ahead.）」と報告した人物。

## 生涯

### タイタニック乗船までの経歴
1887年10月15日、イングランド・ランカシャー・リヴァプールに生まれる。母アリス・フリート (Alice Fleet) の私生児であり、父親は不明。母アリスは息子を捨てて恋人とともにアメリカ・マサチューセッツ州へ移住したので、フレデリックは孤児院やバーナード・ホームズを経て、里親や遠い親戚に育てられた。
12歳の時に航海練習船に送られて訓練を積み、1903年からデッキボーイとして働くようになった。後に熟練船員となる。タイタニックに勤務する前、4年にわたってホワイト・スター・ライン社のオーシャニック号で勤務しているが、見張り番としての勤務ではなかった。

### タイタニック号
タイタニック号には見張り番として勤務。1912年4月14日22時、フリートとレジナルド・リーは、ジョージ・サイモンズとアーチー・ジュエルと勤務交代してマストの上の見張り台での監視の任にあたった。2人は2等航海士ライトラーから氷山に注意するよう指示を受けていたが、その夜は氷山を発見するのに適していなかった。月の光がなかったので船の前に広がる海は真っ暗であり、かなり近い位置でないと目視が困難だった。また海が非常に穏やかで波がなかったため、通常なら氷山の裾に生じる水しぶきも上がらなかった。
23時40分、氷山を発見したフリートは頭上にある青銅の鐘を3度鳴らし（3度の鐘は「前方に障害物あり」の意味）、マストに備え付けられた受話器をつかんだ。ブリッジにいた6等航海士ジェームズ・ポール・ムーディがその電話を取り「何を見た？」と尋ねた。フリートは「真正面に氷山があります」と告げた。ムーディは「ありがとう」と答えるとブリッジの指揮を執る1等航海士ウィリアム・マクマスター・マードックにフリートの言葉をそのまま伝達した。マードックは「Hard starboard!（取舵一杯）」という指示を操舵員に下した。さらに機関室用信号機を使って両エンジンに全速後進の指示を出した。結果、氷山への正面衝突は免れたものの、船体右舷と氷山が接触した。
その後、フリートは6号ボートでタイタニックから脱出している。ニューヨークに到着後にはアメリカ上院の調査会で証言を行った。

### 事件後
1912年6月からホワイト・スター・ラインのオリンピック号で船員として働いたが、事故を思い起こさせるタイタニックの生き残り船員を置いておくことを会社が嫌がったため、8月には退社させられた。その後24年間、ユニオン＝キャッスル・ラインなどいくつかの海運企業で船員として働いた。1917年にはジャージー島出身のエヴァ・アーネスティン・レグロス (Eva Ernestine Le Gros) と結婚した。
1936年に海での仕事を辞め、ハーランド・アンド・ウルフ社で造船技師として働く。後にはユニオン＝キャッスル・ライン社の海岸下士官 (shore Master-at-Arms) になる。人生の最期の数年にはサウサンプトンでエコー紙のパート・タイムの街頭販売人をしていた。
1964年12月に妻エヴァが死去。その時フリートはエヴァの兄の家で暮らしていたが、エヴァの死により家を追い出されて行き場所を失った。その2週間後の1965年1月10日にサウサンプトン市内で首吊り自殺した。ホリーブルック墓地の無標の貧困者墓地に埋葬された。1993年になってタイタニック歴史協会が寄付によってフリートの墓を建てた。
1997年の映画・タイタニックではスコット・G・アンダーソンが演じた。